# Mathilde Meinert
Ida Mathilde Nicoline Meinert (født 15. maj 1826 på Christianshavn, død 26. februar 1887 i København) var en dansk forstanderinde, søster til Frederik Meinert.
Hun var datter af grosserer Nicolai Jonathan Meinert. Hun var i mange år forstanderinde for Dronning Caroline Amalies kvindelige Plejeforening på Christianshavn og var meget trofast i denne gerning. 
Hun var ugift, men en overgang forlovet med sin halvonkel Sophus Koefoed (1820-1850).